# Жидиничи
Жидиничи (укр. Жидиничі, с 1941 по 2016 г. — Червоное) — село Черниговского района Черниговской области Украины. Население 193 человека.
Код КОАТУУ: 7425583703. Почтовый индекс: 15544. Телефонный код: +380 462.

## Власть
Орган местного самоуправления — Ковпытский сельский совет. Почтовый адрес: 15544, Черниговская обл., Черниговский р-н, с. Ковпыта, ул. Грачёва, 3, тел. 68-63-31, факс 68-63-35.